# Corythurus
Corythurus là một chi bướm đêm thuộc họ Noctuidae.

## Các loài
- Corythurus nocturnus Hampson, 1893
- Corythurus socia Joannis, 1928